# 蘿莉吸血鬼之赤月下的雙子
蘿莉吸血鬼之赤月下的雙子（Loli Vampire Sisters）作者為黑暗之光、封面繪師為MOCHA，由威向文化出版的台灣輕小說。作品視角以第一人稱進行，最初於2010年於網路上連載了長達一年多，以雙日刊的速度，每次約兩千字的速度連載。威向文化於2012年7月出版了第一集實體書，內容主要是描述一對姊妹由人類变為吸血鬼後所發生的冒險故事。续篇《赤月下的双子－异世界冒险》
漫画版由紅鯡魚改编，于ccc追漫台连载。

## 劇情概要
本書敘述一對孤苦無依的姊妹——姊姊艾莉希雅和妹妹魯娜——生長於一個名為「古里蘭德」的偏遠小村莊裡，並由村長將她們帶大。
某天晚上，一個叫「黑箭」的強盜集團將村莊裡的人盡數屠戮殆盡，姊妹倆也因此遭受殺害。然而在第二天晚上，她們卻在一片血海中醒了過來，以吸血鬼的身分甦醒，並遇到了自稱是吸血鬼獵人的吸血鬼布蘭德。在布蘭德的幫助下，兩人得知了自己是吸血鬼之中的真祖。
為了找出村莊被屠殺的真相，姐妹倆以新手吸血鬼的身分展開了漫長的旅程……

## 登場人物

### 主要角色
艾莉希雅・阿爾卡特・絲卡蕾特
本作女主角之一，留有夕陽般的橘金及肩中長髮。在強盜屠村後得知自己與妹妹是吸血鬼中的真祖。瞭解到再也無法變回人類後，便決定以吸血鬼的身份活下去，並和妹妹一起踏上了新的旅程。
個性開朗，做事謹慎又細心，對劍術有超群的領悟力。遇到離奇的現象，不會什麼都以「好神奇」帶過，而是會以科學的角度來思考。雖然在成為吸血鬼之後，被迫知曉了裏世界的存在，但心情上卻又不想承認，所以時常對自己的吸血鬼身分進行吐槽。遇到危機時，她能夠冷靜的把握狀況並付諸實行，但無法對應超出自己能力範圍外的狀況。
故事中期，艾莉希雅遲遲無法使用自己的能力，因此無法戰鬥。但達克注意到她擁有劍術方面天賦，因此開始傳授她「天儀一刀流」的拔刀術，她也成了少數不使用能力，而是以「武術」來戰鬥的吸血鬼。
雖然艾莉希雅名義上是魯娜的姊姊，但其實是魯娜用「世界複寫」能力所虛構出來的存在，這個事實不只魯娜，連她自己本人都不知情。
因為她得到了魯娜一半的靈魂與魔力，所以不會受到世界的「修正」影響，得以半永久的存在。
朗基努斯之槍是魯娜在創造出艾莉希雅時轉移上去的，本來朗基努斯之槍的用途是為了封印魯娜能力之用。在轉移到艾莉希雅後，其魔力的特性也與朗基努斯之槍同化，使得她能夠利用魔力丟出劣化版的朗基努斯之槍。
稱號：赤月的雙子
管理區域：第七區
年齡：１３歲
魔力等級：S
來自魯娜的能力：「『幻想否定』（Refuse Imagine）。能夠將艾莉希雅所認為不合理的現象盡數抹消的能力。無論是吸血鬼的能力還是靈裝，在她觸碰到對象能力的同時，便能將目標能力抹消，就算是直接作用在身上的能力也會無效。但缺點是無法消除間接由能力造成的物理攻擊，而且若無法確定目標是由能力造成的異常，也會使消去能力失效。
自身的固有能力：「『絕對支配』(Absolute Obey)。必須先發動「超負荷」（OverLoad）才能使用。發動時雙眼會變成金色，屬於透過眼睛目視來發動的能力。效果是「魅惑之眼」的強化版，能夠將血脈的束縛壓制第二順位，所以能夠連對魅惑免疫的吸血鬼也一起控制。一旦看到她的眼睛便會受到影響，之後不論是閉上眼或是摀住耳朵都無法避免被控制，但必須在命令中加入魔力來下達指令，不然便不會生效。由於這招在發動時必須維持在超負荷狀態，所以難以長時間維持。
艾莉希雅的主要武裝
１：水月（Suigetsu）——仿造刀，一把未開封的鈍刀，於牙一戰損壞。
２：絕影（Darkness Shadow）——會強行使持有者發狂的詛咒妖刀，但因吸其收狂氣的特性，反而有著壓制超負荷的效果。而在艾莉希雅的能力抑制下，她成了少數不發動超負荷，便能直接使用該妖刀的人。
３：陽炎（Mirage Illusion）——愛麗絲開發的透明刀鞘，專門拿來收納絕影。於收鞘狀態時，即使持有絕影也不會被狂化。這把透明刀鞘也能用作攻擊之用，艾莉希雅時常拿它使用二刀流．
４：聖骸布——失落的第四塊聖駭布，原是奇德的收藏品之一，後面為了賠罪拿來送給了艾莉希雅。她把聖駭布纏繞在自身脖子上，直接當成圍巾使用，緊急時能立刻攤開來當成防禦用的裝備。
５：朗基努斯之槍（Spear of Longinus）——表面上是專門用來殲滅吸血鬼的靈裝，但實際上是為了弒神而存在的最終兵器，因為各種陰錯陽差來到了艾莉希雅手中。
６：四十二道天啟（Fourty-two Apocalypse）——在故事最終階段，為了最大化利用艾莉希雅能力，由愛麗絲和達克共同開發的「外擴型廣域殲滅兵裝」，是專門針對「天使」所開發的特製裝備。
使魔：灰黑色水果蝙蝠，名叫巧克力。
魯娜・阿爾卡特・絲卡蕾特
本作第女主角之一，艾莉希雅的妹妹，留有一頭及臀燦金色長髮。個性天真無邪，優柔寡斷，大多情況蠻遲鈍的，但對他人有著敏銳的直覺，時常會無意識的一針見血。
在成為吸血鬼之前體弱多病，不太擅長正面戰鬥，後期搭配自身「幻想廚具」和「世界函數」能力，習得了投擲飛刀的技術。
魯娜並非真祖的子嗣，而是透過能力重生，人為製造出來的真祖。但重生之後，她並不具備原先真祖的記憶，可視為兩個不同的人。
真正的真祖其實只有魯娜一人，但在她還是嬰兒的時候，無意識的利用「世界複寫」能力創造出了艾莉希雅，使得她的力量被一分為二。
魯娜是教會透過某種方法重新復活的真祖，其目的是想利用她的力量來拯救人類。但若魯娜要完整發能力來拯救人類，那她就必須殺死艾莉希雅，將分出去的另一半力量奪回來。艾莉希雅一人，或全人類的存亡，她必須在這兩者上做選擇。
稱號：赤月的雙子
管理區域：第七區
年齡：１２歲
魔力等級：ＳＳ（後期降為Ｓ）
來自艾莉希雅的能力：「『真實之眼』（True Sight）是能夠看破虛假、幻影，不真實事物的能力。在月下舞會中曾以此能力看破其他血族之主都未能看穿的伊芙的偽裝。
真實之眼的真正效果：「『世界函數』（Laplace Function）在這個狀態下，雙眼會變成血紅色，能夠看出萬物的本質，對所有動態、能量方向，分子結構等進行判讀。但因為此能力是將眼前所見事物的所有情報導入腦海裡，所以會頭痛欲裂，發動太久會昏倒。
自身的固有能力：『幻想廚具』（Kitchenware Phantasm），能夠在方圓一公尺內變出各式廚具的能力，但必須是「魯娜認為是廚具」的東西。可以變出任意材質的廚具，變出後亦可改變其大小。
幻想廚具的真正效果：『世界覆寫』（World Overwrite），幻想廚具其實是來自於這項能力的劣化版本，魯娜真正的能力是能夠將世界法則改寫、實現任何願望的能力。這可說是吸血鬼所有能力的起源，亦是「奇蹟」的真面目。但此能力目前還是處於理論狀態，現階段的魯娜只能變出廚具之類的物品。
使魔：黑白公貓，四腳、尾巴尖端都是白色，身體黑色，額頭有白色Ｖ字圖樣。名為「琳貝爾」（RangBell）（搖鈴鐺的意思）。
達克・嘉思帝斯／傑洛・阿斯特拉・凡赫辛
本作男主角，黑髮黑眼，額前有些瀏海，會稍微遮住眼睛。
頭腦思考相當靈活，對事物的判斷非常敏銳，有著不辱他偵探頭銜的推理能力。戰鬥時能在短時間內識破對手的手段，並利用環境與經驗來突破困境。
平日少言少語，個性冷漠。有時會故意扮黑臉，以挖苦的方式來給予他人忠告。與敵人嘴砲時，總是能占盡上風，把對方諷刺的無地自容。
被譽為當代最強的吸血鬼獵人，善用詭計與謀略，精通各種槍械，體術上也有極高的造詣，但與吸血鬼戰鬥時，主要是以拔刀術搭配體術來戰鬥。
被他盯上的吸血鬼無一倖存，曾經締造單槍匹馬殲滅整個血族的傳說，因此有著「吸血鬼的死神」這一畏稱。
對外公開的身份是「私家偵探」，承接各種來自表裏世界的委託。雖然本職是吸血鬼獵人，但也有實際去進行偵探的工作。
達克的真名為「傑洛・阿斯特拉・凡赫辛」(Zero・Astral・Ven Helsing)。
父親是獵人世家，母親則是有著「序列號」的魔法使，父母皆因吸血鬼而亡，因此踏上復仇之路。
因為其出生方式特殊，因此有著一半吸血鬼，一半人類的血統。但他並非是單純的「混血」，而是能夠自由的切換吸血鬼或人類身分的「雙重存在」，因此得以完全無視陽光的威脅，屬於一種全新型態的吸血鬼。
達克的另一半吸血鬼血統，其實也是絲卡蕾特一族。
礙於規定，達克無法繼承母親的「One」序列號，但為了讓達克順利神代魔術與靈裝的最高控制權，母親用了鑽漏洞的方式，給予了達克「Zero」之名。Zero雖然是一個存在的序列號，但並沒被魔法使界承認，因此他在魔法使界也被稱為「不被承認的魔法使」。
年齡：不詳，外貌在二十到二十五歲左右。
魔力等級：B＋（後期升為Ａ級）。
已知的天儀一刀流招式：「滅星閃劫」、「烈星斬空」、「繁星飛躍」、「斗轉星移」、「流星縱橫」、「迴星流返」、「隕星崩落」、「襲星斬空」、「殘星幻滅」，以及將所有招式連結在一起的最終決戰奧義「星河終界」。
已知的魔法：「鏡盾艾吉斯」（結界靈裝）、「向天所伸出的救贖之手」、「永久侵蝕的伊甸園之荊」、「十誡之劍」（迎擊用戰略型魔裝）、「重拘枷鎖」、「起源之光」、「搖籃牢籠」、「萬里之壁-改」，「未來消滅斬」。
自身固有能力：「時間裂痕」（Chrono Rift），能短暫地將部分範圍的時間放慢或暫停的能力，影響範圍內的人事物都會被暫停或放慢。由於使用時必須切換成吸血鬼那半存在，加上魔力消耗極大，因此無法持續很久。
達克的主要武裝
１：長刀——「赤界」（Scarlet Edge），分類為ＬＶ５魔裝，有著黑色刀鞘，沒有護手，達克的父親生前專為達克而打造的刀。
２：「黑天之衣」，由ＬＶ５靈裝的聖骸布所製成。因為隨時可能需要戰鬥，所以外出時總是穿著這套衣服。
３：雙槍——小說中沒有提到這兩把槍的名稱，但這是達克的基本配備。因為口徑很大，近距離被打中通常都是即死。
４：各種暗器——除了基本的飛刀，手裏劍，還有銀針等，會視任務內容更換當時所攜帶的暗器。
５：各種炸藥——手榴彈，閃光彈，煙霧彈這些基本配備不必說，有時候也會帶著威力更強的炸藥。
６：複合弓——「弦月」（Crescent），由愛麗絲開發，使用了極輕量化素材，可以輕鬆調整弓體長度，並發揮出競技用弓的精準度。
７：各種靈裝——因為攜帶方便，類型無花八門，從攻擊到防禦到結界的靈裝都有，會看情況更換。
８：戰略型裝備——「月影」（Moonlight Shadow），運用了現代的尖端技術所製作出來的小型暗器，造價昂貴，故此不常使用。

### 其他角色
愛麗絲・卡德艾
外貌約二十至二十五歲，黑長直髮，棕眼，不知為何總是穿著女僕裝。
臉上總是帶著親切的營業用笑容，說話客氣又得體，若只看表面，可以說得上是相當稱職的女僕。
過去是職業傭兵，曾經當過吸血鬼獵人一段時間，雖然現已退役，並以古董店老闆娘自居，但技術仍是現役。
若仍在職，實力可在獵人中排名前五，她在狙擊上有著出類拔萃的才能，能從數公里外進行超精準的狙擊，是伊克利普斯最強的狙擊手。
表面上是古董店商人，但實際上是名地下武器商，善於開發各種武器，達克也時常與她購買各種新型裝備。
「神之眼」是稱號也是她的姓氏，過去由女僕長那繼承而來。
該角色雖然是配角，但由於人氣相當高，作者亦替她寫了篇專屬的番外篇。
武裝１－－「ER．ARC-P5」（Extended Range．Anti-material Rail Cannon－Prototype５）又稱「弧光砲」，但愛麗絲比較喜歡將其稱之為「偽磁軌砲」。槍的基本結構是以巴雷特來進行改造，並把靈裝以磁軌砲原理來加強子彈速度，但這過程中並沒有運用到電能，所以是「偽」磁軌砲。
武裝２－－基本上都會配帶兩把手槍，還有一把散彈槍在身。但她並沒有特定的慣用武器，裙子下好像能掏出無限的武器一般，只要是槍械都能最大限度的發揮到極致，無法預判她到底還有多少武器藏在身上。
在番外篇——「惡夢國度的愛麗絲」裡面出現的所有「名字」全都是「愛麗絲夢遊仙境」中的相關角色名，從十八集後記的備註和愛麗絲在劇情中是從天窗跳下來的這一點暗示來看，作者其實是有意而為的去埋這些「愛麗絲夢遊仙境」梗的。
大宅羅比歐「Robithole」其實是兔子洞「Rabbit Hole」的諧音。
步槍柴郡「Cheshire」意指柴郡貓「Cheshire Cat」。
女僕長的女王稱號「Queen」意指紅心女王「The Queen of Hearts」。
襲擊大宅的強盜集團叫瘋帽子「Mad hatter」。
愛麗絲被派去對付的強盜集團叫眠鼠「Dormouse」。
以上名字皆為「愛麗絲夢遊仙境」故事裡曾出現過的角色名。
蘇菲雅・史達席爾
年齡為十三歲，外表稍比艾莉希雅成熟，深藍色雙瞳，平時綁著咖啡色馬尾。
過去主角姐妹倆住在古里蘭德時所認識的死黨，雖然老是和艾莉希雅吵架鬥嘴，但私底下非常信任對方。
父親是個神父，雖然家裡信奉上帝，卻對妖魔鬼怪的事情嗤之以鼻，並不清楚裏世界的存在。
性格活潑開朗，有著不服輸的個性，是個有話直說的元氣女孩。擅長運動，有著隱藏的腐女屬性。在滅門案中瀕臨死亡，艾莉希雅不得已之下將她變為血奴，分屬為絲卡蕾特的血族。
安潔莉娜・史達席爾
蘇菲雅的妹妹，十二歲，黑色短髮及肩，雙眼接近黑咖啡的色澤。
有著天生的大小姐氣質，善長照顧人，是個精明的女孩，擁有過目不忘的非凡記憶力。
個性溫柔體貼，和活潑好動的姐姐相反，不會和魯娜吵架；不善運動，喜歡看書，較懂得察言觀色。
在滅門案中同蘇菲雅一樣瀕死，由魯娜將其變為血奴，分屬絲卡蕾特血族。
茱莉雅・羅瓦爾
幫助初抵達伊克利普斯的主角姐妹趕走小混混的恩人。過去曾是大幫派「黑蓮花」的總長，因為得了不治之症而解散了黑蓮花，之後被實為吸血鬼的部下尼祿轉化為血奴，獲得了超越人類的恢復力並健康痊癒。
現在替尼祿經營酒館，是酒館的老闆娘，另一面則是吸血鬼的供血商，私下提供販售輸血包的買賣。
年輕時也曾在東方學習過武術，但與達克不同門派。雖然她年紀比達克來得要大，但比達克晚入門，所以身分算是達克的師妹。
牙
大多時間都將圍巾裹住臉，藉此隱瞞身分，頭髮有金色與咖啡色兩種，年紀在三十歲左右。
地下社會中的高強殺手，雖然遊走於法律與社會體系外，但卻對裏世界與吸血鬼的存在毫不知情。
曾在外傳中與達克有過一面之緣，並稍微交過手。
在本傳中則為了追殺達克而涉足裏世界，並以反派的身分登場。
使用兩把小太刀戰鬥，實力非常高強，與達克不相上下。因為武器類型與達克類似，時常有人把兩人搞錯。
故事後期得知了達克並非兇手，為了感謝艾莉希雅告知這個真相，開始指導艾莉希雅雙刀流，自己也改行當了獵人。
有著路痴屬性。
武裝：日本小太刀「霜嵐」：是否為靈裝尚且不明，兩把一組的小太刀，有著深藍的顏色。平時都使用一把戰鬥，另一把藏著當後手，只有使出全力的場合才會用上兩把。其鋒利度連達克的LV5靈裝黑天之衣都能破壞。
目前出現的招式：「迴天--『死棘雙牙』」、「斷罪・改--『終焉的連鎖之牙』」、「幻影劍舞--『虛空斷牙』」、「Code--『Hast-Over Accelerate Shift』（移動速度極限加速）」、「Code--『Force-Over Assist Boost』（力量輔助極限強化）」……
貝爾薇特．札斯泰爾
伊克利普斯的警察局局長，於二十一集時登場。
她不會因外界評價而以先入為主的來評價一個人。雖說她是裏世界的局外者，卻相當清楚裏世界和吸血鬼的事情。
她的立場介於教會與吸血鬼之間，以平民百姓為重，是中立的第三方存在。雖說是女性，曾想挖角過達克，一眼看出主角姊妹倆是個可造之材，不會因為主角們的年幼身分而小看她們。
富有強烈的正義感，不曾屈膝於任何一派勢力，但也因為在執行各種決策的手段太過強橫，因此被人稱呼為「鐵碗獨裁者」。不過她強橫的決策，卻往往能夠在未來取得好的成果，是個能夠遠觀大局，將構想大膽實行的有才之人。

### 七大血族
在背後支配永夜之城伊克利普斯七塊區域的七個血族。

#### 絲卡蕾特一族
詳見絲卡蕾特一族

#### 雪都利斯一族
伊芙・伊露索莉・雪都利斯
雪都利斯族主，銀髮紫眼，頭髮編成一條長長的麻花。
掌控著伊克利普斯的經濟命脈，是雪都利斯財團的實質領導者。
雖然看來優雅、高貴，私底下卻是個百合蘿莉控，喜歡和蘿莉做色色的事情，血族成員絕大多數都是由未成年少女所轉生而成，故戰力較為貧弱。因為能操縱光線，連陽光都能全數反彈，所以是少數能無視陽光威脅的吸血鬼，也就是能夠在陽光下自由活動的「日行者」（Day Walker）
對艾莉希雅和魯娜抱持著好感，大多情況都選擇協助她們。
稱號：幻惑妖姬
管理區域：第一區（主要為孤兒院，對外接觸的主力商街，火車車站，包括火車運輸的物資管理。）
魔力等級：A
吸血鬼能力：「操縱光線」（Light Manipulation），不單只是操縱光線或者幻影，與光相關的能力全部包括在內，像是「隱形」、「分身」或「千里眼」之類的能力都能涉獵，應用性質非常廣泛。在達克外傳中也使用過雷射空襲，用來攻擊城市另一端的敵人，還曾利用這項能力在宇宙軌道上搞了顆私人衛星－「星簇」（Cluster）。
約瑟・莫克艾絲・雪都利斯
幫助過艾莉希雅和魯娜逃離吸血鬼獵人的追殺，金髮深紫色眼的娃娃臉美少年，目測只有16歲，但實際已經164歲了。隸屬於雪都利斯一族，在血族裡面專司情報蒐集，有著「觀察者」的稱號。因為能力無法用於戰鬥，因此學會了併用雙槍搭配踢技來戰鬥，實力足以和Ｃ級吸血鬼抗衡。因為有著豐富的戰鬥經驗，在艾莉希雅實力尚未成熟時，也曾多次陪她一起鍛鍊。而雙刀流的點子，也是由約瑟給她的啟發。
稱號：觀察者
魔力等級：Ｄ（後期升為了Ｃ）
吸血鬼能力：「千里眼」（Clairvoyance），能看到的距離範圍和魔力強度成正比，受Ｄ級魔力所限制，最遠大約只能看到整座城市的範圍。
帕妃・阿斯奎利姆・雪都利斯
伊芙直屬的血親吸血鬼，外貌14歲，真實年齡15歲，一族中算是相當資淺的吸血鬼。
頭髮為純金色，眼睛為灰藍色。
很喜歡吃甜食，名字和巴菲冰淇淋很像。意外地和魯娜很合拍。
為了彌補自身的迷糊，帕妃身上總是藏滿各種小抄和筆記本，供她自己隨時查看。
雖是吸血鬼，卻有者著嚴重的恐血症，一看到血就會怕得暈倒，但又不能不吸血，所以每次需要汲取血液時都讓她傷透腦筋。
目前以前輩身份來指導艾莉希雅和魯娜有關於地盤上的管理，並負責轉達第七區各種需要秉報的情報。
魔力等級：Ｂ
吸血鬼能力：「熱量掠奪」（Heat Plunder），可以隨意掠奪任何事物的熱量並轉移到其他物品上（即有條件的加熱或降溫）。能力性質上其實相當強大，卻沒用在戰鬥上過，只拿來加熱便當、調整室內溫度，或者使甜點不會太快融化。在與海德拉一戰時，她利用能力抵銷了雷文施放的火焰熱度，間接拯救了不少人的命，這算是她頭一次將能力運用在戰鬥上。

#### 布拉狄卡斯一族
利歐・阿姆斯壯・布拉狄卡斯
布拉狄卡斯族主。因為有著一擊拆掉一整棟房屋的破壞力，而被譽以「破壞之王」的稱號。本人是屬於肉體派的格鬥家，能力反而只是輔助。若單論近身肉搏技巧，甚至遠在達克之上，連達克都自己承認光憑體術贏不了他。為人豪爽、不拘小節，但也懂得情報的重要性，擁有自己的情報管道，並非只是頭腦簡單四肢發達的人物。除了利歐自身，其血族的戰鬥能力也非常強大，每當七大血族受到攻擊，或者有「迷途者」鬧事時，他們一族都會去負責「處理」這類需要戰鬥的工作。七大血族間若有衝突時，也是由他們一族來當中間人進行調和。而利歐強大的戰鬥力也成為了裏世界的一種抑止力，即使是教會的處刑者也難以正面與之抗衡。
稱號：破壞之王
管理區域：第三區（主要為大部分的工業區，二手販賣交易區，武器開發工廠，二手車工廠管理。）
魔力等級：Ａ
吸血鬼能力：「崩壞宣言」（Collapse out），無論什麼物體都能一擊粉碎的能力，但條件是必須要碰觸到目標，或是藉由物體、魔力傳導才可行，無法憑空粉碎物體。對非固體的東西就比較有限制，比方說水或空氣之類的存在就無法粉碎。
尼祿・科布拉・布拉狄卡斯
外表約２５歲，實際上已經１２４歲。因外貌帥氣，對女性紳士體貼，因此有眾多女性愛慕，但他心裡始終只有茱莉雅一人。在無意間知曉茱莉雅得了不治之症後，為拯救茱莉雅而將她變為血奴。不過相對於其他吸血鬼，他並沒有將茱莉雅當成奴隸看待，而是像以前一樣當自己是茱莉雅的小弟，總是被茱莉雅呼來喚去。在２６集的日後談，尼祿終於鼓起勇氣向茱莉雅求婚了，雖是被後者一拳打飛，但茱莉雅卻答應了他的要求。
魔力等級：Ｃ
吸血鬼能力：「回憶擷取」（Memory Taker）。可以讀取觸碰到的人的記憶，但僅限Ｃ級吸血鬼以下或人類。另一種用法則是「記憶同步」（Memory Synchronization），能將大量的情報在一秒內轉移到他人腦海裡，反向傳輸並無等級上的限制。

#### 伊諾坎帝斯一族
雷文・奎梅特・伊諾坎帝斯
伊諾坎帝斯族主，身上總是掛著許多耳環、嘴環，手上套滿戒指，興趣是打架、玩樂團等。在主角們出現前，雷文在七大血族之中是最年輕的族主。和教養沾不上邊，他個性暴躁，我行我素，有著特異獨行的剛烈性格。雖然任性妄為，卻很替夥伴和朋友著想。雖說能力是操縱火焰，但卻出奇的怕冷。過去曾因為一點誤會而和達克大打出手，結果因為太過小看身為人類的達克而差點吃了敗仗，在那之後對達克的態度一直保持著高度警戒，算是他唯一無法去輕視的「人類」。和雷文興趣一樣，血族各個服裝造型前衛，都有著強烈的自我風格，雖然看起來就像是與「不良」畫上等號，但其實都是些性格溫和的好人，對女主角們都很親切。在與海德拉一戰之後，他認同了女主角們血族之主的身分，說話不像以前那樣輕視她們，在女主角面前態度會較為收斂。
稱號：煉獄凶狼
管理區域：第二區（主要管理舊街，酒館（和魯娜比酒量時的那間酒館）、地下商域，黑市貿易場。）
魔力等級：Ａ
吸血鬼能力：「焚化的焦炎」（Incineration Flame），顧名思義便是操縱火的能力，除了能單純放出火焰以外，也能夠將火焰改變成別的形狀來操縱。擅長將火焰化為各種動物的型態，並在火焰上賦予動物的獨特性質，運用方式非常廣泛。火焰溫度基本上沒有界限，連他本人都不知道能提高到什麼程度。

#### 瑞帕一族
傑克・瑞帕醫生
瑞帕族主，和伊芙是酒友，也是瑪莉醫院的院長，
有著一頭金色的長髮，戴著一副有點大的眼鏡。
真實身分為「開膛手傑克」，是霧都著名的殺人鬼。雖然有著殺人鬼這駭人的名號，但本人卻是個彬彬有禮的紳士。對外的姓氏為傑克·瑞斗（Jack‧Reddir）。
對兩位主角的真祖身份很感興趣，老是想找機會將她們解剖來研究。
過去曾經在伊芙的說服下，替她送了顆人造衛星到地球的衛星軌道上，他是唯一知道伊芙有顆私人衛星的人。
稱號：闇黑密醫。
管理區域：第五區（茱莉雅酒館，大公園（姊妹倆第一次襲擊人的公園），索－奇部（愛麗絲的古董店），醫院，消防局等，部分公家機關實際上都在傑克管理之下）
魔力等級：Ａ
吸血鬼能力：「虛空切割」（Void Slice），能夠劈開空間，使任何事物一分為二，另外也能夠利用這種方式來進行遠距離移動。於故事２０集，他曾利用自己的能力造出了一種叫「虛數位面」（Void Planes）的擬似平行世界。於故事後期，他開發了一種叫「遠端手術刀」的支援道具，無論是誰，只要持有這把刀便可以一次性的使用他的「虛空切割」能力，製造出能夠用做緊急脫離的逃生門。但該手術刀還在開發階段，有許多技術方面的問題無法突破，所以至今仍數量稀少。過去在達克外傳（遺失的相遇）因為誤會造成的衝突，送了兩把這遠端手術刀給達克賠罪。
艾兒・提法莉莎・C・卡塔貝蒂克・瑞爾菲德・瑞帕
傑克的直系血親，因為特異體質關係，加上長年無法見光，有著罕見的粉櫻色雙馬尾捲髮。
瑞帕一族中年紀最小的血族，約為十五歲，是少數比女主角們更資淺的吸血鬼。
過去曾是末落的貴族，因為得了不治的怪病，被人宣告無法活過十五歲。由於各大醫院都束手無策，所以便以「療養」的名義，被送到了傑克的醫院，打算讓她自生自滅。
由於艾兒的罕見病例，讓傑克心血來潮將她變為真正的完整吸血鬼，當成罕見素材來研究。變成吸血鬼之後，艾兒希望成為一族中的藥劑師，但事與願違，她沒有什麼製藥天份，而且造出來的藥品都會不明原因的爆炸，所以在血族中被人給戲稱為「炸藥公主」。
稱號：炸藥公主、幸運女神。
魔力等級：Ｂ（理論值）
吸血鬼能力：「生命力吸收」（Vitality Absorb），能夠強制吸收他人生命力的能力，範圍相當廣，無論是人類還是動植物都會受到影響，但對沒有生命概念的吸血鬼無效，被吸收掉的生命力也可以重新釋放出來給他人使用。受該能力影響，她變得也能夠看到他人生命狀態。

#### 諾南一族
懷茲曼・諾南教授
諾南族主，外表為七大血族之中最為年邁的，活了多久也無人知曉，是渾身充滿著謎樣的老者，因此被稱為諾南(Noname)。使用裝著槍劍的衝鋒槍做武器，雖然他的能力強大，基本上對手都是即死。但即使如此他也沒疏於對自身的鍛鍊，因此有著相當程度的體術。而且跌破眾人眼鏡的，是他居然會使用上位能力者都不屑去使用的「超負荷」，為的就是防止碰到能力無效的情況。
稱號：智者(Wiseman)
魔力等級：Ａ
管理區域：第四區（城內住宅區域，大圖書館，各大學院，行政中樞，警察機構，這類公共機關都有滲透）。
吸血鬼能力：「起源的終焉」（The End）。萬物在創造出來時時便有迎來終點的一天，物體將會毀壞，生命則是死亡，而這能力便是將「終點」提早到來。但這並非加速時間，而是直接將結果呈現。效果俱備範圍性，周遭的人事物皆會受到影響，但可以利用靈裝防禦間接的攻擊。但若懷茲曼直接觸碰到目標，則能瞬間秒殺對方。因為這能力懷茲曼也無法很好控制，所以他自己利用這能力讓身體老化，借此降低這能力的範圍效果。而唯有他自身肉體的老化是可逆的，在第２３集時，反轉了原本的年邁姿態，一度恢復了原本的年輕面貌。
布蘭德・克里斯托福・諾南
主角姐妹倆最初遇到的吸血鬼，曾幫助過女主角們解除身上的封印。其實力深不可測，是吸血鬼，同時也是吸血鬼獵人，對事情的判斷公正，負責「處理」（消滅）違反規矩的吸血鬼。故意身兼獵人協會，成為吸血鬼獵人也是為了監督是否有獵人濫殺無辜吸血鬼的情況。在「審判之日」戰役中並沒有參與前線的戰鬥，而是負責後勤補給，卻也因此間接的拯救了數千人。
稱號：裁決者
魔力等級：Ｂ+
吸血鬼能力：幕時血刻。（效果不明）
使魔：灰色狼犬，名叫『灰』（Ash）

#### 古利德一族
奇德・弗瑞爾・古利德
古利德族主，興趣是蒐集各種物品，只要是他看上眼的東西，都會不惜任何代價去弄到手。外貌約十五歲，有著少見的深藍色短髮，為人極端自戀，本人是個相當帥氣的美少年，對美有著異常的執著，厭惡醜陋的事物。有著天上地下唯我獨尊的扭曲性格，瘋狂的愛著自己。曾經想強娶艾莉希雅和魯娜為妻，卻反而吃了苦頭，陪了夫人又折兵。（如果將英文名直接翻成中文會變成「小孩永遠貪婪」。）
稱號：收藏家（自稱美的收藏家）。
魔力等級：Ａ
管理區域：第六區（城市外部區域，近郊區，各大儲藏貨倉，運輸管道管理，部分遠離城市中心的外部住宅區）
吸血鬼能力：「另一個自己」(Doppelganger)，能製造出和本尊同等性能的完美分身，單獨一人便可成「軍」，只要還有魔力就能生產出殺之不盡的分身。雖然分身性能和本尊一樣強大，但逼真過頭，其弱點也一並出現在分身身上。分身不但會因失血過多而死，還會有痛覺，也無法無視傷害來進行活動。雖說只要擊敗本體便能夠破解這項能力，但目前無人能看出本體和分身的差異，唯一能進行分辨的只有魯娜的「真實之眼」。
卡魯斯
奇德的直系血親。外貌約二十五至三十歲，蓄著棕色短髮，體格壯碩的男性。奇德的心腹跟班，時常附和奇德的自戀發言以及在奇德陷入消沉時以讚美使他重新振作。
魔力等級：B
吸血鬼能力：「吸斥反轉」(Attraction&Repulsion)，能操縱引力與斥力，人體與物質皆可作用，自稱能力近乎無敵，但是有無法作用於非物質，有效範圍約十至十五公尺，以及無法同時操縱吸力與斥力等缺點。

### 其他吸血鬼
阿比斯
傭兵團「黑箭」的隊長，先前接受教會的委託，率領「黑箭」將包括艾莉西雅與魯娜的故鄉古里蘭德在內的位於生命之樹十大質點上的所有村莊一個不留的全部血洗，且將當時還是人類，未覺醒為吸血鬼的艾莉希雅與魯娜一槍貫穿釘在地上的就是他。而後又襲擊奇德，將潘朵拉之盒搶走，而報酬就是變成真正的吸血鬼。現在似乎也是執行委託，再度前來襲擊艾莉西雅與魯娜。
愛莉希亞
魯娜的母親，亦是「艾莉希雅」的原型存在。相貌和艾莉希雅幾乎一模一樣，但外觀年齡約在１７歲左右，而實際年齡卻有五百歲以上，是有著絲卡蕾特一族血脈僅存的最後一人。教會留著她不殺是為了當作保險，因為她的固有能力『重生』可以使特定對象以嬰孩的方式重新存在於世。但使用這能力的代價是使用者本人的存在會消失，是只能使用一次的能力。而教會用她的能力，使得被消滅掉的真祖（魯娜）重新復活於世。平時她都一直被封印在棺材中，偶爾才會讓她甦醒，實際的精神年齡約在二十五歲之間。

### 獵人協會
萊納・史泰克奈特（Rainer Strikeknight）
吸血鬼獵人協會的現任會長，個性我行我素，常不按理出牌，相當喜歡惡作劇。過往曾是部隊的菁英，因使劍出神入化，故有著「劍聖」的稱號，因緣際會下投身裏世界。過去因任務而失去左臂，自此不再親上前線。看出了艾莉希雅的劍術天賦，一直很想收艾莉希雅為徒弟，讓她繼承自己的劍術及「劍聖」的稱號。
達克・嘉思帝斯（Dark・Justice）
參見達克・嘉思帝斯
潔西卡（Jessica）
萊納的秘書，總是犀利的吐槽萊納，並矯正萊納的惡作劇。對吸血鬼抱持著明確的敵對意識，也對達克和姊妹倆都沒有好感。萊納的手臂之所以會失去似乎是和她有關，所以為了萊納她甚至有隨時犧牲自己的覺悟。
金（King）
主要從事蒐集情報，幫達克接偵探的工作。雖然有著相當的實力，但對戰鬥很害怕，時常戰前落跑，因此被稱為「落跑王」。因為「KING」（王）這名字很不符合他這膽小鬼個性，所以都讓認識的人都稱呼他為「K」。

### 教會
路西法（Lucifer）
教會最強戰力之一，「異端審問機構」部隊的領導者，是極少數能夠使用ＬＶ５原型靈裝的處刑者。擁有足以和Ａ級吸血鬼一戰的強大實力。和主角姊妹倆有著謎般的關係，對她們的過去瞭若指掌。善用武器是十字大劍(Crossing Sword Cutlass)，能對吸血鬼的傷口造成有如陽光般的損傷達到對其治癒力進行妨礙的效果。除此之外也會使用多種聖魔術，獨自一人就有著全方位的戰鬥能力。異端審問機構的「十二使徒」之一。和艾莉希雅拥有相同性质的「絕對支配」能力，所以不会彼此干涉
海德拉（Haidra）
目前的最高主教，也是教會實質最高權力者，被譽為「上帝的代言者」，有著能夠直接指派、調動處刑者的權限。和生活在裏世界的處刑者及吸血鬼不同，他位於表舞台上，是公開場合的大眾人物。每年都有捐獻大筆捐款給慈善機構，表面上是個不折不扣的大善人。曾是前任使徒，也是當前「最後希望」計畫的領導者，打算使用魯娜的能力來改變人類滅亡的結局。但許下的願望本身，反而造成了造成人類滅亡，使全人類變成了吸血鬼。在最終階段，海德拉奪取了魯娜的部分力量，獲得了控制星球的部分權限，成為了有如「神」一般的存在。其實力之強，不僅能同時使用著複數能力，還有著無窮無盡的魔力，即使七大血族和所有獵人一起上也打不贏他一人。最後是達克靠著偷來的原型聖遺物「寰宇之理」（也有天使之環的別名）封鎖了海德拉所有的能力，並靠著純粹的近身互毆才得以勉強擊敗。
加百列（Gabriel）
曾經襲擊艾莉希雅和魯娜的處刑者之一，屬於後援輔助，持有「福音聖典」及「原罪法典」兩本神格靈裝，能夠使用多采多姿的聖魔術來進行攻防。
阿茲瑞爾（Azrail）
曾經襲擊艾莉希雅和魯娜的處刑者之一，屬於近身戰鬥，持有十字大劍（Crossing Sword Cutlass）。自身的格鬥技術並不高，但在各種強化輔助的裝備下，仍有著相當強悍的戰力。
喬瑞伯（Cherub）
十二使徒之一,善用武器是雷瓦丁之枪(lavateinn)，被特化成投掷武器，可以一擊将命中目标火葬。但由於是消耗品，使用一次就會毀壞，因此每次都會攜帶數根以上，有和Ａ級吸血鬼一戰的強勁實力。
烏列爾（Uriel）
善用鞭子型態靈裝的十二使徒之一，能夠使出中遠距離攻擊，善於支援和中距離攻擊，在「審判之日」時，與利歐糾纏了一段時間。
拉菲爾(Raffaello)
善用鐮刀型靈裝的十二使徒之一，是少數的女性使徒，臉上雖然戴著眼鏡，但戰鬥能力非常高，手上的「斬魂之鐮」能夠砍斷實體與靈魂。在「審判之日」時，與烏列爾聯手對付利歐。

## 專有名詞
伊克利普斯
本故事發生的舞臺，艾莉希雅和魯娜目前居住的地方，是個為了因應來自世界各地的各筆交易而誕生的貿易都市。因為匯集了多國不同的技術、文化，所以有著比其他國家還要較為先進的科技。人口約有一百萬，某些區域幾乎是不分晝夜全天候運作，故有著『永夜城』的稱呼。

城市共劃分為七個主要機能不同的區域，標榜無武裝、無軍隊駐守來取得國家間的信任。沒有國家的輔助也一樣獨立運作著，在內戰爆發後成了國中國一般的存在，即便處於冷戰時期，也有警察機構維護治安。

為了抵禦外敵，城裡的教會私下和支配城市區域的七大血族做了交易:若能維護裏世界的秩序，並遵守某些程度的條件來抵禦外敵，教會便對七大血族的存在睜一隻眼閉一隻眼。伊克利普斯就在吸血鬼與人類互補關係下而運作至今。
世規法則（房屋結界）
建立在「獨棟民房」條件上的神秘結界，可說是針對吸血鬼抑制法則的一種星球意志，運作原理不明，擁有「除非房內的人類『邀請』外頭的吸血鬼進來，否則吸血鬼無法踏入屋內半步」的效果。只要經過一次「邀請」，結界就會永遠對被邀請的吸血鬼無效。結界號稱無敵，至今只有擁有「幻想否定」能力的艾莉希雅能夠無視。
奴隸（血奴）
單純被吸血鬼吸過血的人類就會變為血奴，變成血奴的人類無法反抗其主，身心都能被操作。為了不讓血奴在被吸血時死亡，其體能、治癒力，以及各方面的抵抗力比起常人都有顯著提升。
魔法使（聖人、聖者）
一般稱之為「魔法使」，教會稱他們為「聖人」。過去是專門退治吸血鬼的一族，能使用特殊的魔術，就像是吸血鬼剋星般的存在，而「靈裝」等超常裝備皆出自於他們之手。而強大的魔法使會給予「序列號」做為魔法名，並有資格繼承到「神代魔術」。數字越低的魔法使力量越強，只有一到一百號，而一個有「序列號』的魔法使就可以匹敵整個血族。只是目前魔法使已接近滅絕，是否還留有其血脈存在於世尚不得而知。
能力
每個人在成為吸血鬼後，都會擁有一種超能力，能夠對世界的各種物理法則進行某種程度上的干涉，引起各種違背常理的超常現象。能力類型因人而異，也無法挑選，可說是一種個人印象化的具體表現。能力的用法無須他人教導，一般都是自己摸索領會。原則上能力是一人一種，但少數吸血鬼透過「同族相噬」行為來奪取對方的能力。奪來的能力可能會弱化或者變成相似的能力。不過「同族相噬」伴隨著高危險性，在吸血鬼的倫理方面也不允許，所以一般不會隨便嘗試。
超負荷
這是人為的使魔力失控暴走，讓所有魔力一口氣在短時間內釋放出來的用法。超負荷發動時帶給身體和精神的負擔極大，會有強烈的破壞衝動讓使用者發瘋暴走。魔力消耗量之大，下位吸血鬼甚至連幾秒鐘都無法維持，是只有上位血族才有機會使用的技巧。但大多上位吸血鬼的能力都足以碾壓群雄，一般來說不會去鑽研該技巧，故使用者極少，而目前會使用這招的只有利歐及艾莉希雅，另外於２３集裡，懷茲曼也曾使用了此技巧。
靈裝
一種蘊含力量的物品，大多是銀製飾品或書本的形狀。少數原型的靈裝是一種概念型態，分類為「架空武裝」，這類靈裝沒有絕對的外型，可以加諸於別的物體上，或者與他人融合。
目前全世界有７５％的靈裝為教會所管理，剩下的少數則是私人擁有或者尚未發覺。靈裝最大的特色是「僅對吸血鬼有直接殺傷力，對人類完全無害」。由於魔法使已不復存在，沒有人能夠再製作這類東西，故數量極端的稀少。

大致上靈裝可分為下面五個等級:
ＬＶ１──無論如何微小，只要擁有效果，那麼就會被歸為此類。相當於一般的護身符。
ＬＶ２──有著明顯的效果，但在實戰中效果不大或是不實用。
ＬＶ３──效果顯著並能夠確實運用在實戰上，有些獵人也會攜帶類似的道具。持有人較為廣泛，可用錢購得，但價格不斐無法當消耗品使用。
ＬＶ４──擁有相當強悍的力量，通常是由教會的『處刑者』所持有，一般人無法持有或獲得。使用其效果通常就能和Ｂ級吸血鬼一較高下，被人稱做為『神格靈裝』。
ＬＶ５──所有靈裝的原型，所謂的『聖遺物』（Relic）。數量極端稀少。因為威力過強，能夠持有使用的人幾乎沒有，在確實能夠控制該物品的『聖人』出現前，都受到教會嚴格管控封印著。
ＬＶ６──唯一一項被定義為規格外的ＬＶ６的靈裝，也就是「預言之書」（Elpis），是神話中潘朵拉盒子中，最後一項災難的真面目，也是少數留存至今的神代產物。效果是能夠預言人類未來一百年後會發生的重大災害，目前由教會以最高規格的方式嚴密保管著。

目前只有教會握有複製靈裝的技術，一般ＬＶ４的神格靈裝就是由原版聖遺物來複製。但畢竟只是複製品，無法做出和原版相同威力，最多只有ＬＶ３或４的程度。
魔裝
原則上和靈裝一樣，但效果不僅針對吸血鬼，對人類也有相同殺傷力，因此這類裝備是教會最優先回收的物品。
神裝
教會持有的特殊靈裝，能夠暫時將「聖靈召喚」（天使）著裝在自己身上，讓自身的體能得到極大幅度的上升，其性能足以和使用超負荷的吸血鬼匹敵，還有著能夠飛行的功能。目前持有這種神裝的只有使徒等級的處刑者。
潘朵拉的盒子
被偷偷運入伊克利普斯，裝著大量未知靈裝的箱子。由於不清楚來源及去處，也不知道那些靈裝的用途，便暫時以這名字稱呼。
天使（聖靈召喚）
從潘朵拉的盒子中出現的奇異靈裝，有著不需要他人控制也能自行戰鬥的特性，其戰鬥能力相當全方位，可媲美Ｃ級吸血鬼。因為有著一對翅膀和白色的盔甲，看起來相當神聖，因此也有著「天使」的通稱。
聖骸布
分類為ＬＶ５的最高級防禦靈裝，只要穿上由該布料製成的服裝，無論是人類還是吸血鬼，皆可受到該靈裝的守護。該靈裝共分成了四塊，其中兩塊在教會手中，而一塊在達克身上，並被製做成了『黑天之衣』。最後一塊下落不明，但隨著劇情發展，似乎落到了奇德的手中，並成了他的收藏品。而奇德在『五十四夜－潘朵拉的盒子』篇，將這最後的一塊聖骸布送給了艾莉希雅當陪罪禮物。
聖戰裝
由聖骸布複製品所製成的防禦靈裝，為教會處刑者的固定配備。雖然防禦能力比不上原形，但依然有著絕佳的防禦力，據稱用卡車撞也能無傷承受。
吸血鬼獵人
隸屬「獵人協會」，專門討伐吸血鬼的獵人。一般皆為集體行動，少至兩人，多至十人以上；也有極少數單獨行動的。會成為獵人的原因大致上分為三種，通常是因為和吸血鬼有過節而投身獵殺吸血鬼的工作，而另一種是因為身手高強而被聘請進入裏世界。最後一種極少，是一開始就知道吸血鬼存在，畢生以狩獵吸血鬼為生的專職獵人。
處刑者
隸屬「異端審問機構」，專門獵殺吸血鬼的劊子手。持有各種強力的「神格靈裝」，一般吸血鬼無法與之抗衡。一般以三人為一組，分為「支援輔助」、「近身戰」、「遠距離狙擊」的組合行動。在教會的教義裡面，即便是異端也不可隨意藐視其生命價值，但處刑者的行為和教會的教義可說是背道而馳。教會並不承認該機構的存在，但事實上卻是教會的一部分。
寰宇之理（又被稱為天使之環）
外表就像是一個發光的光圈，比手掌稍大一些，能夠無視物理法則的飄浮在空中。效果是嚴重干擾附近魔力的流動，對以魔力為生命力的吸血鬼來說影響非常大，在附近的吸血鬼會被大幅度的弱化，也能使所有魔法、靈裝和能力無法正常使用。干擾範圍可以自由設定。本是由教會嚴密存放的，只是在「審判之日」時被拿來當成保護生命之樹的陷阱，達克突破陷阱之後將寰宇之理收為己用，並在海德拉一戰發揮了極大用處。在「審判之日」結束之後，教會因為自身派系分裂，為了避免因為這靈裝而造成導火線，所以變得暫時讓達克來保管。
使魔
原為普通動物，經由召喚和一些程序後成為使魔，可說是吸血鬼的伙伴。轉化後動物的智商會大幅提高，也能使用來自於主人的魔力，因此能做到一般動物無法做到的動作。只要主人沒有死去，使魔就可以半永久的壽命存活，但若主人死去便將隨其身亡。吸血鬼可以透過使魔的耳目來進行遠程操控，利用這種方式來調查遠方的事物，或者代替自己的手足在白天行動。
預言之書（Elpis）
唯一一樣被歸類為LV6的靈裝，雖然內容沒直接提及，但從容器「甕」以及典故（Elpis），可推測出是源自於潘朵拉的盒子故事中所留下的最後災難。該靈裝特性是「紀錄人類未來的重大禍害」，最初被發現之時只是道發出七彩光芒的不明物體，藉由人類之手觸碰之後，才變成了能夠供人類進行識別，並傳達其情報的「書」。幾經輾轉，目前由教會所持有，亦是教會的最高機密之一，教會將之稱之為「預言之書」，是少數留存至今的「聖遺物」。紀錄在上面的東西是源自於阿卡西紀錄的片段，描述著過去與未來一百年內所有與人類有關的重大災難。由於受世界的「修正」影響，即使知道災難內容也無法改變其結果。而從某一天開始，「預言之書」停止了情報的更新，最初還以為是哪裡出了問題，直到教會意識到並不是書出了故障，而是人類的歷史將在某一天之後將會迎來終結。預言之書上並沒有描述人類最後會以怎樣的災禍迎來結束，但卻紀錄了「審判之日」這幾個涵義不明的字。
十二使徒
教會「異端審問機構」處刑者中的菁英，每名使徒都都持有「原型」或高等級的灵装，平時大多游走世界各地或在某些地点坐镇，彼此没太多接触，单独一人就有著足以和族主匹敵的战斗能力。最高主教海德拉曾經是前任使徒之一，有著不下於路西法的強大戰鬥能力

### 吸血鬼等級
魔力的強度決定於血統和個人天賦，並非是靠著後天努力和修練就能輕易提高的東西。大致可分為Ａ到Ｆ六個等級，基本上是以強度為準，僅適用於參考。魔力強度也會影響能力的效果，雖然等級在戰鬥中不代表絕對的勝負，但也會大大影響到勝算。
以下的魔力參數為約瑟的計算式，如果毫無魔力的人類是零，Ｆ級吸血鬼大約就是一百魔力，而Ｅ級則是Ｆ級的十倍來推算。
Ｆ級（一百魔力）——最弱的吸血鬼，能力基本上完全毫無用武之地，其數量也稀少。
Ｅ級（一千魔力）——基本上和Ｆ級差不多，能力無法用來戰鬥，但魔力稍強。
Ｄ級（一萬魔力）——較為實用的能力，但基本上都不是能拿來戰鬥的類型，大多下位吸血鬼都在此等，低於此等級的吸血鬼尚可以透過自身的努力提高至Ｄ級。
Ｃ級（十萬魔力）——能確實派上用場的能力，體能和魔力都比一般吸血鬼來得高，小群體的領導者普遍分於此等。
Ｂ級（百萬魔力）——非常強大的能力，能夠輕鬆應付一般的獵人，即使是處刑者也得認真應戰，大多都是族主的直系血親，因此數量較少。
Ａ級（千萬魔力）——能夠以一擋百，橫掃千軍，大多血族之主立於此等，極度稀少。再差勁的能力在如此強大的魔力下，也會被放大成很可怕的效果。
Ｓ級（常規之外）——一般來說所有吸血鬼再強都只到Ａ級，Ａ級以上的Ｓ級吸血鬼目前僅出現於「絲卡蕾特一族」，並不適用一般吸血鬼的等級。Ｓ級並非是Ａ的十倍，而是遠超出常理的強大，在那之上的都被歸類為Ｓ。
據約瑟目視所推測的數據，艾莉希雅的魔力最少也有Ａ級吸血鬼的一千倍（約一百億的魔力值）。魯娜的則更加強大，魔力值無法計算。

## 發展

### 背景與概念發想
第一集後記中，作者提到創作這類型的小說動機。因為找不到喜歡的吸血鬼題材，所以動筆寫出自己心目中理想的吸血鬼小說。網路上大多的故事主角都是男性，鮮少有以女性為主角的題材，作者就把主角定為女性。而大多的吸血鬼角色都是相當強勢的，而作者則認為「不相信就沒有弱的時候」，所以角色的初期設定的相當貧弱，幾乎和常人無異。而為了突顯這設定，更是將主角設為十歲左右的小女孩。
而在第二集後記中，可以了解到作者開始寫作的契機。作者並非是為了出書而寫小說，也不是為了想寫小說而寫，主要是因為作者每天搭火車通勤上下學的緣故，單程就要約一小時。但苦於手上沒有任何可以打發時間的東西，僅有一台電子辭典，因此便開始用那台電子辭典打起了小說。最初只是打來打發時間，寫小說給自己看，但後面漸漸打出了興趣，之後便將自己的作品放到網路上發表，結果有了相當好的反響。那之後便繼續再接再厲，於２０１０年６月開始在「冒險者天堂」、「鮮鮮網」、「小說頻道」等網路平台上免費連載「赤月下的雙子」，並以每次張貼兩千字的雙日刊的速度連載。
最初該小說名僅有「赤月下的雙子」六字，連載初期並未獲得預期的點閱率和收藏率，一直到約一年之後，作者注意到網路平台的競爭太過激烈，才剛貼新文就立刻被洗掉，猜想可能是書名沒有什麼特點，讀者不知道這本小說的賣點在哪，因此又在前方加入了兩個關鍵字，分別為「蘿莉」、「吸血鬼」，方便他人搜尋小說時能找到這類書籍。結果此法奏效，點閱率不但迅速飆升，甚至直接擠進了各網路小說平台的點閱率排行榜之中，成為了每月數一數二的榜首。而在２０１３年確定出書時，作者還特別要求出版社在書名前方加入「蘿莉吸血鬼」五字做為路標，希望能夠借此吸引同好者。

### 創作與主題
作品主要概念是『日常中的異常生活』。大多小說都會略過角色變成吸血鬼之後的心態改變，而作者則是故意去對此部分進行詳細的描述。原本是人類的主角得去適應這見不到陽光的世界，也得開始想方設法去習慣自己這必須要定期吸血的身體，而在面臨這種異常狀況時，也得去過著平時的日常生活。世界觀基本是架空，但作者也有去參考一些歐洲的風格去做描述。在第三集的後記中，作者提到小說就是為了給人輕鬆閱讀的，不應該去咬嚼文字，所以特地不去使用太過艱澀的詞彙，或者罕見的成語之纇，而是應該將重點放在故事內容及劇情上下功夫，盡可能的維持閱讀的流暢度。

### 繪師
該小說繪製插圖及封底四格漫畫的繪師均變更過三次及兩次，目前共四個繪師來繪製插圖。
１～２６集封面：由「Mocha」所繪製。
１～４集內頁插圖：由「Mocha」所繪製。
５～９集內頁插圖：由「黑糖咪咪」所繪製。
１０～２１集內頁插圖：由「木川釘子」所繪製。
２２～２６集內頁插圖：由「白樺」所繪製。
１～２、７～１２集四格漫畫：由「黑糖咪咪」所繪製。
３～６集四格漫畫：由「兔貓」所繪製。
１３～２３集四格漫畫：由「木川釘子」所繪製。
２４～２６集四格漫畫：由「Kalina/卡莉奈」所繪製（２５集的四格也是由卡莉奈繪製，但出版社卻不小心放上木川釘子的筆名）。
１～２６集Ｑ版圖由：由「黑糖咪咪」所繪製。

## 推出

### 宣傳
作者曾於2014年2月第二屆台北國際動漫節中舉辦首次的簽名會。同年7月第21屆東京國際書展中本小說以之名於會上展出。

### 發行
目前共有26集，還有五本隨書推出的「達克外傳」特典，內容是以達克做為主觀視角來進行的故事，及兩本外傳漫畫。。
第４集附加的達克外傳特典─「黑夜的暗殺者」。
第５集附加的達克外傳特典─「遺失的相遇」。
第６集附加的達克外傳特典─「紅色的人偶」。
單賣特典－「最漫長的一夜」。
單賣特典－「獵人之間的最強爭奪賽」。
單賣外傳漫畫－「赤月下的雙子．舊校舍的陰影。」（上、下集）
| 集數 |            |                                                        |                |                    |
| 集數 | 章節       | 標題                                                   | 發行日期       | ISBN               |
| ---- | ---------- | ------------------------------------------------------ | -------------- | ------------------ |
| 1    | 初始之夜   | 赤月的開端─ Prologue                                   | 2012年7月3日   | ISBN 9789862962718 |
| 1    | 第一夜     | 雨夜的旅程─ A Rainy Night Journey                      | 2012年7月3日   | ISBN 9789862962718 |
| 1    | 第二夜     | 永夜城─伊克利普斯─ The City Of Forever Night           | 2012年7月3日   | ISBN 9789862962718 |
| 2    | 第三夜     | 吸血鬼的一天─ A Day Of Luna                            | 2012年8月7日   | ISBN 9789862962893 |
| 2    | 第四夜     | 第一次的狩獵─ Hunting Instinct                         | 2012年8月7日   | ISBN 9789862962893 |
| 2    | 第五夜     | 貓捉老鼠，狼入虎口─ Special Visitor                    | 2012年8月7日   | ISBN 9789862962893 |
| 2    | 第EX夜     | 過去的記憶─ Memory of the past                         | 2012年8月7日   | ISBN 9789862962893 |
| 3    | 第六夜     | 吸血鬼的奴隸─ Renfield                                 | 2012年9月19日  | ISBN 9789862963142 |
| 3    | 第七夜     | 生活在黃昏之中─ Living Through The Twilight            | 2012年9月19日  | ISBN 9789862963142 |
| 3    | 第八夜     | 無法追溯的過去─ Broken Memory                          | 2012年9月19日  | ISBN 9789862963142 |
| 4    | 第九夜     | 為妳編織的話語─ For you                                | 2012年12月19日 | ISBN 9789862963609 |
| 4    | 第十夜     | 撕裂回憶的真相─ The truth or Conspiracy                | 2012年12月19日 | ISBN 9789862963609 |
| 4    | 第十一夜   | 逃離之夜─ Escaping Waltz                               | 2012年12月19日 | ISBN 9789862963609 |
| 4    | 第EX夜     | 跨越百年的初戀─ Across Centuries of Love               | 2012年12月19日 | ISBN 9789862963609 |
| 5    | 第十二夜   | 夜裡的小屋─ A Place In The Dark                        | 2013年1月30日  | ISBN 9789862963791 |
| 5    | 第十三夜   | 魔力的用途─ Magical Lesson                             | 2013年1月30日  | ISBN 9789862963791 |
| 5    | 第十四夜   | 扭曲的覺醒─ Distortion Awaken                          | 2013年1月30日  | ISBN 9789862963791 |
| 5    | 第EX夜     | 射下星星的方法─ Shooting Star                          | 2013年1月30日  | ISBN 9789862963791 |
| 6    | 第十五夜   | 你眼中真實的我─ The Reality Of Me                      | 2013年2月26日  | ISBN 9789862963944 |
| 6    | 第十六夜   | 心靈的歸屬─ The Place We Belongs To                    | 2013年2月26日  | ISBN 9789862963944 |
| 6    | 第十七夜   | 他的另一面─ Another Face                               | 2013年2月26日  | ISBN 9789862963944 |
| 6    | 第十八夜   | 夜裡的生活─ Nocturnal Life                             | 2013年2月26日  | ISBN 9789862963944 |
| 7    | 第十九夜   | 揭露的秘密─ Secret In My Heart                         | 2013年4月17日  | ISBN 9789862964132 |
| 7    | 第二十夜   | 舞會的邀請─ Midnight Invitation                        | 2013年4月17日  | ISBN 9789862964132 |
| 7    | 第二十一夜 | 月下舞會─ Moonlight Fantasy                            | 2013年4月17日  | ISBN 9789862964132 |
| 8    | 第二十二夜 | 月光之下─ UnderTheMoon                                 | 2013年5月22日  | ISBN 9789862964378 |
| 8    | 第二十三夜 | 高峰會議─ Summit                                       | 2013年5月22日  | ISBN 9789862964378 |
| 8    | 第二十四夜 | 重要的信念─ Guardian of Consciousness                  | 2013年5月22日  | ISBN 9789862964378 |
| 9    | 第二十五夜 | 最強的獵人─ The Vampire Hunter                         | 2013年7月24日  | ISBN 9789862964583 |
| 9    | 第二十六夜 | 彼此聯繫的心─ Heart To Heart                           | 2013年7月24日  | ISBN 9789862964583 |
| 9    | 第二十七夜 | 安息之地─ Rest in peace                                | 2013年7月24日  | ISBN 9789862964583 |
| 10   | 第二十八夜 | 向前邁進的一步－ A little step                         | 2013年10月23日 | ISBN 9789862964941 |
| 10   | 第二十九夜 | 聖遺物─ Relic                                          | 2013年10月23日 | ISBN 9789862964941 |
| 10   | 第三十夜   | 另一個他─ Who are you?                                 | 2013年10月23日 | ISBN 9789862964941 |
| 11   | 第三十一夜 | 交易－ Make a Deal                                     | 2013年12月25日 | ISBN 9789862965405 |
| 11   | 第三十二夜 | 尾隨的惡意─ Malicious Are Following                    | 2013年12月25日 | ISBN 9789862965405 |
| 11   | 第三十三夜 | 落入陷阱的獵人─ Temptation Trap                        | 2013年12月25日 | ISBN 9789862965405 |
| 11   | 第三十四夜 | 我們所選擇的路─ Our Only Path                          | 2013年12月25日 | ISBN 9789862965405 |
| 12   | 第三十五夜 | 超負荷─ Overload                                       | 2014年4月23日  | ISBN 9789862965900 |
| 12   | 第三十六夜 | 仲夏水之夜─ Midsummer Night In Water                   | 2014年4月23日  | ISBN 9789862965900 |
| 12   | 第三十七夜 | 王者的職責─ The Duty of Dominator                      | 2014年4月23日  | ISBN 9789862965900 |
| 13   | 第三十八夜 | 撼動心靈之音─ Live Concert                             | 2014年6月25日  | ISBN 9789862966174 |
| 13   | 第三十九夜 | 群架之夜─ Walloping Party                              | 2014年6月25日  | ISBN 9789862966174 |
| 13   | 第四十夜   | 拒絕作夢的孩子─ Refuse Imagine                         | 2014年6月25日  | ISBN 9789862966174 |
| 14   | 第四十一夜 | 無法憶起的英雄─ Forgotten Hero                         | 2014年10月23日 | ISBN 9789862966693 |
| 14   | 第四十二夜 | 逃離不了的命運─ Only Destiny                           | 2014年10月23日 | ISBN 9789862966693 |
| 14   | 第四十三夜 | 虛構的人生─ Fictional Life                             | 2014年10月23日 | ISBN 9789862966693 |
| 14   | 第四十四夜 | 獵人的委託─ Hunters Request                            | 2014年10月23日 | ISBN 9789862966693 |
| 15   | 第四十五夜 | 不為人知的天賦─ Unknown Talent                         | 2014年12月24日 | ISBN 9789862966952 |
| 15   | 第四十六夜 | 劍術的傳承─ Inheritor                                  | 2014年12月24日 | ISBN 9789862966952 |
| 15   | 第四十七夜 | 特訓的結果─ Training Result                            | 2014年12月24日 | ISBN 9789862966952 |
| 15   | 聖誕節前夜 | Holy Night─ The Christmas EVE（Dark Side）             | 2014年12月24日 | ISBN 9789862966952 |
| 16   | 第四十八夜 | 生命之樹─ Tree Of Life                                 | 2015年2月25日  | ISBN 9789862967133 |
| 16   | 第四十九夜 | 收藏品與收藏者─ Collections And Collector              | 2015年2月25日  | ISBN 9789862967133 |
| 16   | 第五十夜   | 罪與罰─ The Sin He Carried                             | 2015年2月25日  | ISBN 9789862967133 |
| 17   | 第五十一夜 | 絕影─ Darkness Shadow                                  | 2015年5月27日  | ISBN 9789862967423 |
| 17   | 第五十二夜 | 最後的魔法使─ Last Sage                                | 2015年5月27日  | ISBN 9789862967423 |
| 17   | 第五十三夜 | 失落的過去與虛構的存在─ Lost Past with Fictional Exist | 2015年5月27日  | ISBN 9789862967423 |
| 18   | 第五十四夜 | 潘朵拉的盒子─ Pandora's Box                            | 2015年8月26日  | ISBN 9789862967867 |
| 18   | 第五十五夜 | 陽炎─ Mirage Illusion                                  | 2015年8月26日  | ISBN 9789862967867 |
| 18   | 番外篇     | 噩夢國度的愛麗絲─ Alice in Nightmare                   | 2015年8月26日  | ISBN 9789862967867 |
| 19   | 第五十六夜 | 所謂的天使？－ Are We Against an Angel？               | 2016年1月27日  | ISBN 9789862968277 |
| 19   | 第五十七夜 | 切換的方法－ Switch                                    | 2016年1月27日  | ISBN 9789862968277 |
| 19   | 第五十八夜 | 第三者－ The Others                                    | 2016年1月27日  | ISBN 9789862968277 |
| 20   | 第五十九夜 | 炸藥公主－ Dynamite Princess                           | 2016年7月20日  | ISBN 9789862968857 |
| 20   | 第六十夜   | 生命的光芒－ The Light of life                         | 2016年7月20日  | ISBN 9789862968857 |
| 20   | 第六十一夜 | 元兇－ Culprits                                        | 2016年7月20日  | ISBN 9789862968857 |
| 21   | 第六十二夜 | 強弱的定義 - Definition Of Strength                    | 2017年1月11日  | ISBN 9789862969144 |
| 21   | 第六十三夜 | 鐵腕獨裁者 - Miss Bellwether                           | 2017年1月11日  | ISBN 9789862969144 |
| 21   | 第六十四夜 | 分離的時刻 - Long Goodbye                              | 2017年1月11日  | ISBN 9789862969144 |
| 22   | 第六十五夜 | 街道追逐戰- Street Chase                               | 2017年6月21日  | ISBN 9789862969595 |
| 22   | 第六十六夜 | 潛入- Sneak In                                         | 2017年6月21日  | ISBN 9789862969595 |
| 22   | 第六十七夜 | 全人類的願望- The Wish Of Humankind                    | 2017年6月21日  | ISBN 9789862969595 |
| 23   | 第六十八夜 | 一切的起點- The Starting Point Of Everything           | 2017年10月18日 | ISBN 9789869539029 |
| 23   | 第六十九夜 | 給我跪下- Get Down Your Knees                          | 2017年10月18日 | ISBN 9789869539029 |
| 23   | 第七十夜   | 脫出- Disengaged                                       | 2017年10月18日 | ISBN 9789869539029 |
| 24   | 第七十一夜 | 噩夢的終結- The End Of Nightmare                       | 2017年12月28日 | ISBN 9789579578097 |
| 24   | 第七十二夜 | 死亡與重生- Death & Rebirth                            | 2017年12月28日 | ISBN 9789579578097 |
| 24   | 第七十三夜 | 世界的選擇- Alicia or Luna                             | 2017年12月28日 | ISBN 9789579578097 |
| 25   | 第七十四夜 | 背叛者- Judah                                          | 2018年08月17日 | ISBN 9789579578431 |
| 25   | 第七十五夜 | 偽神- Pseudo God                                       | 2018年08月17日 | ISBN 9789579578431 |
| 25   | 第七十六夜 | 無法傳達的思念- Unrecognizable Thoughts                | 2018年08月17日 | ISBN 9789579578431 |
| 26   | 第七十七夜 | 隱藏的鬼牌－The Joker                                  | 2019年02月20日 | ISBN 9789579578974 |
| 26   | 第七十八夜 | 另一個結局－Route-β                                    | 2019年02月20日 | ISBN 9789579578974 |
| 26   | 最終夜     | 赤月下的雙子－Loli Vampire Sisters                     | 2019年02月20日 | ISBN 9789579578974 |
| 26   | 破曉黎明   | 最後的奇蹟－True End （該隱藏章節不在目錄內）          | 2019年02月20日 | ISBN 9789579578974 |

### 相關媒體
於2014年10月，威向文化在BASS遊戲平台上製作了赤月下的雙子的短篇萬聖節互動故事遊戲，劇本由作者黑暗之光提供。
於2015年10月24號上架「蘿莉吸血鬼之赤月下的雙子」LINE貼圖。

## 反響

### 銷量
小說銷量於出版後多次位於臺灣華文小說榜上前十名。

## 外部連結
- 作者官方的Facebook專頁
- 威向文化上的《蘿莉吸血鬼之赤月下的雙子》介紹
- 漫画版网站 （页面存档备份，存于）